# Municipio de Villagrán (Guanajuato)
El municipio de Villagrán es uno de los 46 municipios que conforman el estado de Guanajuato en México.

## Gobierno y política
Villagrán es uno de los 46 Municipios Libres pertenecientes al Estado de Guanajuato, cuya Constitución Política establece que:
"ARTÍCULO 106. El Municipio Libre, base de la división territorial del Estado y de su organización política y administrativa, es una Institución de carácter público, constituida por una comunidad de personas, establecida en un territorio delimitado, con personalidad jurídica y patrimonio propio, autónomo en su Gobierno Interior y libre en la administración de su Hacienda."
"ARTÍCULO 107. Los Municipios serán gobernados por un Ayuntamiento. La competencia de los Ayuntamientos se ejercerá en forma exclusiva y no habrá ninguna autoridad intermedia entre los Ayuntamientos y el Gobierno del Estado."

## Demografía
De acuerdo a los resultados del Censo de Población y Vivienda de 2010 realizado por el Instituto Nacional de Estadística y Geografía, la población total de Villgrán asciende a 65 791 personas; de las que 31 987 son hombres y 33 804 son mujeres.

### Localidades
En el censo de 2020 el municipio de Villagrán contaba con 101 localidades.
| Código INEGI      | Localidad                | Población (2020) |
| ----------------- | ------------------------ | ---------------- |
| 110440001         | Villagrán                | 28 109           |
| 110440023         | Mexicanos                | 6 398            |
| 110440043         | Sarabia                  | 5 582            |
| 110440268         | Rehilete                 | 4 428            |
| 110440261         | Praderas de la Venta     | 3 681            |
| 110440042         | Santa Rosa de Lima       | 2 836            |
| 110440012         | Dieciocho de Marzo       | 2 216            |
| 110440102         | Los Ángeles              | 1 904            |
| 110440044         | Suchitlán                | 1 790            |
| 110440048         | San Salvador Torrecillas | 1 646            |
| 110440015         | El Chinaco               | 1 433            |
| 110440006         | El Caracol               | 1 292            |
| Otras localidades | Otras localidades        | 4 476            |
| Total municipal   | Total municipal          | 65 791           |

## Hidrografía y orografía
El río Laja pasa por el municipio de Villagrán; existen también algunos arroyos y canales que hacen de Villagrán un municipio bien irrigado.
El municipio se cuenta ubicado en la parte plana del estado por lo que no cuenta con grandes altitudes.

## Ecosistema
- Flora
  - Predominan en el municipio, el bosque de mezquite y las especies forrajeras, tales como la navajita, zacatón, mezquite, pata de gallo, popotillo plateado, de amor, flechilla, búfalo, retorcillo moreno, tres barbas, lanudo y tempranero, así como también otro tipo de especies como el huisache, nopal, gatuño y largoncillo.

- Fauna
  - La fauna que predomina está formada por roedores, como conejo, liebre, ardilla y tejón; aves, como codorniz, águila, halcón, zopilote, patos y gavilán.

## Infraestructura
Al sur de la ciudad cabecera se ubica la Carretera Panamericana 45 que la conecta tanto con Celaya, Cortazar y Salamanca. Al norte del municipio se encuentra carretera que conecta con Juventino Rosas así como una red de caminos de penetración que lo comunican con todas sus comunidades rurales.
También cuenta con una central de autobuses que lo conecta con los municipios más cercanos.
Cuenta con diversos hospitales, canchas de recreación, parques y deportivas con campos de fútbol, basquetbol y béisbol principalmente.

## Actividad económica
- Agricultura
  - La agricultura es la principal actividad económica. Su desarrollo se basa en la existencia de grandes planicies, que se benefician con el riego proveniente de las presas de Solís, pero también cuenta con numerosos pozos que auxilian la labor de regadío. Dentro de la estructura de producción agrícola municipal, se destacan por su superficie cosechada, el trigo, sorgo, cebada y maíz.

- Ganadería
  - El importante recurso de los recursos agrícolas ha limitado, en cierta forma, el crecimiento de la ganadería.

- Industria
  - El municipio se beneficia y tiene un auge debido a su posición en el corredor industrial mexicano.
  - Los usuarios de energía eléctrica para uso industrial representan el 1.81 % de los usuarios en el ámbito estatal y el volumen de consumo de esta energía el 3.44 %, los cuales (para tener un punto de comparación) si los contrastamos con la población del municipio en el 2000, el 0.98 % de la población estatal, vemos que se encuentran arriba de esta participación, por lo que podríamos concluir que el municipio tiene un nivel de industria alto. Dentro del sector manufacturero el subsector más importante en lo que se refiere a presencia física es el de productos alimenticios, bebidas y tabaco, seguida por productos metálicos, maquinaria y equipo.